# Caputxins
|  | Per a altres significats, vegeu «Caputxins (desambiguació)». |

Els caputxins o cebins (Cebinae) són una de les dues subfamílies que formen la família dels cèbids, juntament amb els saimirins. En queden dos gèneres vivents, Cebus i Sapajus, però si també es compten els gèneres extints, aleshores la subfamília conté quatre gèneres diferents. Els cebins extints són Killikaike, del Miocè inferior de l'Argentina, i Acrecebus, del Miocè superior del Brasil.